# Замятнин, Александр Александрович
Алекса́ндр Алекса́ндрович Замя́тнин (23 октября 1940, Ленинград — 11 декабря 2020, Москва) — советский и российский биолог, специалист в области биохимии. Доктор биологических наук (1991), профессор (1999).

## Биография
Александр Замятнин родился 23 октября 1940 года в Ленинграде, менее чем за год до начала блокады Ленинграда во время Второй мировой войны. Отец ушёл в ополчение и вскоре погиб. Мать с Сашей должны были эвакуироваться из Ленинграда на поезде в конце августа 1941 года, но из-за давки не смогли сесть на поезд, который оказался последним и был уничтожен в результате бомбёжки (немцы захватили железную дорогу, ведущую на восток). Выжил во время блокады благодаря соку из картофельных очисток, которые приносила из гарнизонной столовой знакомая матери. Последствием блокады стала дистрофия. В 1947 году мать вышла замуж за физика Юрия Лукича Соколова, и семья переехала в Москву. Отчим был выдающимся физиком-экспериментатором, работавшим с И. В. Курчатовым, и в их доме кроме самого Курчатова бывали И. К. Кикоин, Г. И. Будкер, М. А. Леонтович, В. М. Галицкий. В том же году 1947 году у Замятнина обнаружился абсолютный музыкальный слух, и он поступил в Гнесинское училище, где его обучение курировала Елизавета Михайловна Гнесина. До седьмого класса из-за постоянных болезней учился дома. Общеобразовательную школу окончил с золотой медалью. В поступлении на физический факультет МГУ, куда он стремился, Замятнину было отказано из-за слабого здоровья. В 1958 году без особых усилий поступил на механико-математический факультет, самостоятельно выведя формулу на вступительных экзаменах. Благодаря усилиям И. К. Кикоина, который несколько раз обращался к А. Н. Колмогорову, Замятнин был переведён на физический факультет, но до третьего курса был вынужден учиться одновременно на двух факультетах. Окончил физический факультет в 1964 году. В 1964—1965 годах работал старшим лаборантом Института атомной энергии им. И. В. Курчатова. В 1965—1968 годах учился в аспирантуре факультета молекулярной и химической физики Московского физико-технического института (руководитель Д. А. Франк-Каменецкий). В 1962—1969 годах был слушателем Школ по теоретической биологии (руководитель Н. В. Тимофеев-Ресовский). В 1968 году был привлечён С. Э. Шнолем к работе в Институте теоретической и экспериментальной биофизики РАН в Пущине, где работал до 1982 года. В 1971 году защитил кандидатскую диссертацию по биофизике. 26 июня 1974 года познакомился в Пущине с биохимиком Татьяной Белозерской и женился на ней в начале ноября того же года. В 1976 году в этом браке родился сын Андрей. В 1977—1990 годах был председателем оргкомитета Всесоюзной Школы молодого биолога (проведено 7 Школ по различным актуальным темам современной физико-химической биологии в 7 республиках бывшего СССР). В 1982—1993 годах работал старшим научным сотрудником Института нормальной физиологии имени П. К. Анохина АМН СССР (РАМН). В 1991 году защитил диссертацию на соискание ученой степени доктора биологических наук по специальности «физиология человека и животных». С 1993 года — ведущий научный сотрудник, главный научный сотрудник Института биохимии им. А. Н. Баха РАН. В 1999 году присвоено звание профессора. Читал лекции в Германии, США, Швейцарии, Южной Корее, Чили. Председатель научного совета РАН по геофизической биологии. Последние несколько лет занимается научными исследованиями в Чили, направленными на улучшение качества чилийских вин.

### Семья
Происходит из старейшего среди дворянских родов Замятниных, восходящего к новгород-северскому городовому дворянину Ивану Гавриловичу Замятнину (1634).
Прадед (по матери) — польский князь Михай Косинский.
Бабушка (по отцу) — графиня Вера Николаевна Воронцова.
Отчим — физик-экспериментатор Юрий Лукич Соколов (1915—2006).
Жена — биохимик Татьяна Андреевна Белозерская.
Тесть (умер до замужества дочери) — один из основателей молекулярной биологии в СССР Андрей Николаевич Белозерский (1905—1972).
Сын — биолог, специалист по вирусологии растений Андрей Александрович Замятнин (р. 1976); участник шпионского скандала в Швеции в 2006 году (освобождён за недоказанностью обвинения).

## Научная деятельность
Научные интересы: компьютерная биохимия эндогенных олигопептидов, компьютерные базы данных о структуре и функциях физиологически активных веществ, физико-химические основы механизмов взаимодействия физиологически активных веществ с рецепторами, биосенсоры, геофизическая биология.

## Интересные факты
- Прадед Замятнина польский князь Михай Косинский проклял дочь на три поколения за замужество с революционером Иваном Евстратовым. Замятнин меланхолично констатирует, что он из третьего поколения[2].
- В 1961 году студентом третьего курса Замятнин из-за задержки рейса улетавшего из Москвы Нильса Бора провёл с ним несколько часов в кафе, разговаривая преимущественно о сортах пива[2].

### Труды Замятнина

#### Монографии
- Дилатометрия растворов белков. — М.: Наука, 1973. — 101 с.

#### Важнейшие статьи
- On the calculation of the apparent specific volume of protein in solution. Stud. Biophys., 1969, v. 17, p. 165-172.
- Dilatometric study of myofibril contraction and relaxation. Stud. Biophys., 1970, v. 20, p. 35-42. (Соавтор Gabelova N.A.).
- Dilatometric study of two-component systems. Stud. Biophys., 1972, v. 28, p. 99-104.
- Protein volume in solution. Progr. Biophys. Mol.Biol., 1972, v. 24, p. 107-123.
- Study of protein conformational transitions by means densitometry. Stud. Biophys., 1973, v. 40, p. 221-228.
- Amino acid, peptide, and protein volume in solution. Annu. Rev. Biophys. Bioeng. 1984, v. 13, p. 145-165.
- Regulatory oligopeptides of invertebrates: structure, functions, location. In: Simpler Nervous Systems (D.A. Sakharov & W.Winlow Eds.). Manchester, Manchester Univ. Press, 1990, p. 3-21.
- EROP-Moscow: Specialized data bank for endogenous regulatory oligopeptides. Prot. Seq. & Data Anal., 1991, v. 4, № 1, 49-52.
- Structural classification of endogenous regulatory oligopeptides. Prot. Seq. & Data Anal., 1991, v. 4, № 1, 53-56.
- Specificity of the amino acid residue content in endogenous regulatory oligopeptides. Prot. Seq. & Data Anal., 1991, v. 4, № 1, 57-60.
- Endogenous regulatory oligopeptides: problems of structural-functional organization. J. Biochem. Org., 1992, v. 2, p. 121-138.
- Computer biochemistry and molecular technology of the underwater biosensor creation. Proceedings of the 1998-th International Symposium on Underwater Technology, Tokyo (Japan), 1998, p. 317-322. (Соавтор Voronina, O.L.).
- Computer biochemistry and molecular physiology of the natural peptide ligands: different functional groups. Peptide Science — Present and Future (Ed. Y.Schimonishi). Kluwer Academic Publishers, Dordrecht, 1999, p. 212-214. (Соавтор Voronina O.L.).
- Computer biochemistry and molecular technology of the underwater biosensor creation: study of the natural chemical substance population. Proceedings of the 2000-d International Symposium on Underwater Technology, Tokyo (Japan), 2000, p. 451-456.
- Database for underwater biosensor ligands. Proceedings of the 2002-d International Symposium on Underwater Technology, Tokyo (Japan), 2002, p. 331-335.
- Biophysical problems of oligopeptide regulation. Biofizika, 2003, v. 48, № 6, 950—958.
- EROP-Moscow, a database of the natural oligopeptides. J. Peptide Sci., 2004, v. 10, Suppl. S2, pp. 83–83.
- Antibacterial proline-rich oligopeptides and their target proteins. Biochemistry (Moscow), 2004, v. 69, № 10, 1082—1091. (Соавторы Markosian, К. А., Kurganov, B.I.).
- Biochemical problems of regulation by oligopeptides. Biochemistry (Moscow), 2004, v. 69, № 11, 1276—1282.
- The EROP-Moscow oligopeptide database. Nucl. Acids Res., 2006, v. 34, Database Issue, pp. D261-D266. (Соавторы Borchikov, A.S., Vladimirov, M.G., Voronina, O.L.).
- Structural and functional diversity of endogenous regulatory oligopeptides. J. Peptide Sci., 2006, v. 12, Suppl., pp. 89–89.
- Enzymatic fragments as possible regulatory oligopeptides. Neurochem. J., 2007, v. 1, № 3, 188—195. (Соавтор Borchikov, A.S.).
- Structural and functional diversity of endogenous regulatory oligopeptides. 2007, Proceedings of the Twenty-Ninth European Peptidide Symposium. K.Rolka, P.Rekowski and J.Silberring, Eds., Geneva, Kenes International, pp. 384–385, 2007.
- Fragmentomics of proteins and natural oligopeptides. Biophysics, v. 53, No 5, p. 329-335, 2008.
- Hemoglobin as a potential source of natural regulatory oligopeptides. Biochemistry (Moscow), v. 74, No 2, p. 201-208, 2009.
- Antimicrobial and other oligopeptides of grape. Biochemistry (Moscow), v. 75, No 2, p. 214-223, 2010. (Co-author Voronina, O.L.).
- Food protein fragments are regulatory oligopeptides”. Biochemistry (Moscow), v. 77 No 5, p. 502-510, 2012. (Co-author Voronina, O.L.).
- The features of an array of natural oligopeptides. Neurochemical Journal, v. 10, No 4, pp 249–257, 2016.
- Structural–functional diversity of the natural oligopeptides. Progress in Biophysics and Molecular Biology, v. 133, p. 1-8, 2018.

#### Публичные выступления
- Письмо отца обвинённого в шпионаже А. Замятнина генеральному прокурору Швеции (Открытое письмо генеральному прокурору Швеции г-ну Томасу Линдстанду) (недоступная ссылка)
- Рубникович Олег. Учёный чистой воды // GZT.ru. — 16 марта 2006 года.

### О Замятнине
- Букин Анатолий. С кем Нильс Бор соображал на троих? // Ока-инфо. Общественно-политическая газета Южного Подмосковья. — 12 марта 2010 года.
- Елков Игорь. Картофельный шпион // Российская газета. — Центральный выпуск № 4020. — 17 марта 2006 года.